# Marco Tittler

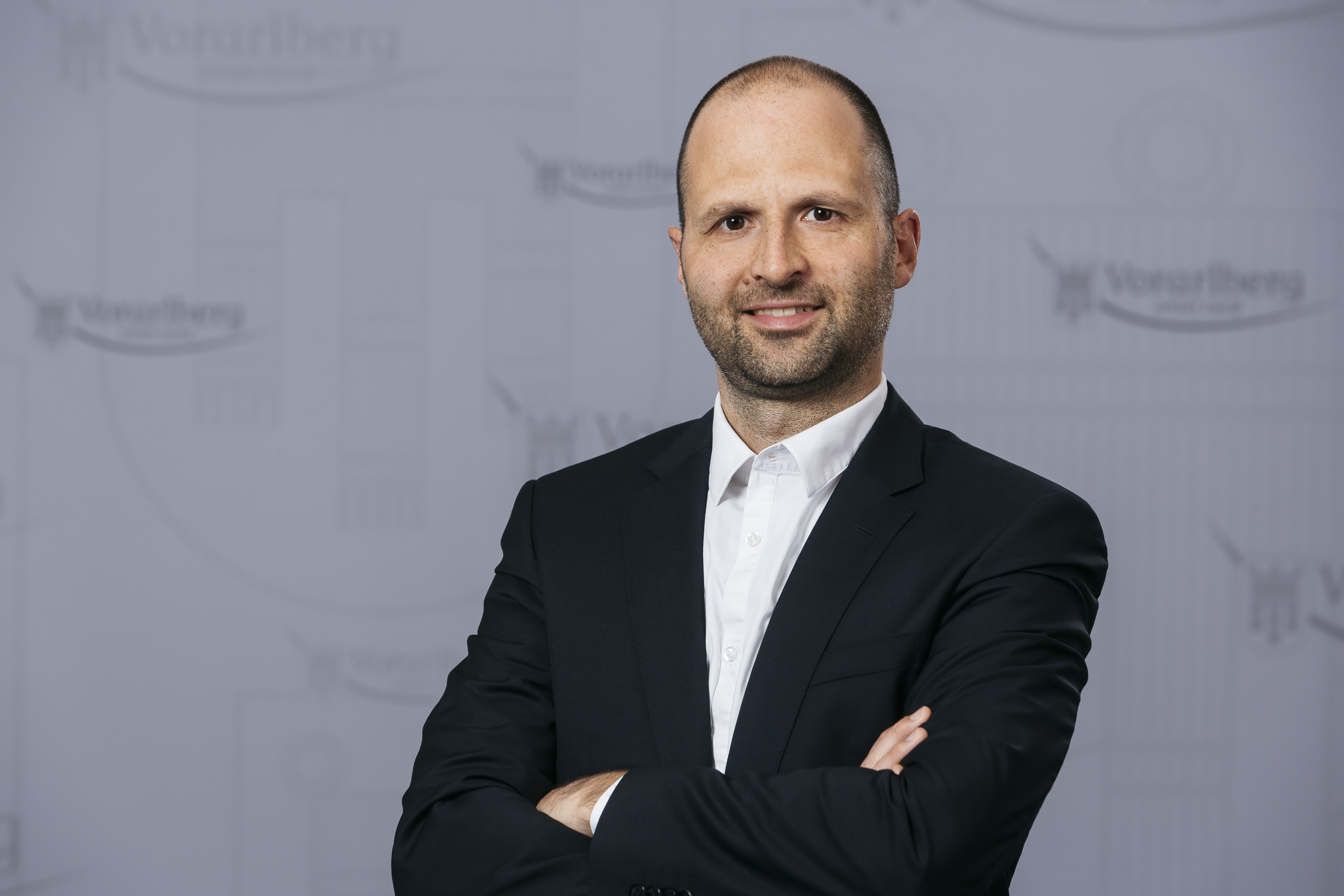
Wirtschaftslandesrat Marco Tittler (2019)

Marco Tittler (* 21. Oktober 1976 in Innsbruck) ist ein österreichischer Politiker (ÖVP). Tittler ist seit 6. November 2019 als Landesrat für Wirtschaft Mitglied der Vorarlberger Landesregierung. 

## Werdegang
Marco Tittler wurde 1976 in der Tiroler Landeshauptstadt Innsbruck geboren und wuchs in Bregenz auf. Er besuchte die Volksschule in Bregenz-Schendlingen, die gymnasiale Unterstufe am Bundesgymnasium Blumenstraße und die Oberstufe an der Handelsakademie Bregenz. Anschließend leistete er Präsenzdienst beim österreichischen Bundesheer und begann danach das Studium der Betriebswirtschaft an der Wirtschaftsuniversität Wien, welches er als Magister der Wirtschaftswissenschaften (Mag. rer. soc. oec.) mit einer Diplomarbeit zum Thema „Die Wohnungsgemeinnützigkeit und die Bedeutung gemeinnütziger Bauvereinigungen für die Wohnungswirtschaft“ abschloss.
Im Jahr 2005 trat Marco Tittler in den Dienst der Wirtschaftskammer Vorarlberg als Trainee im Bereich Betriebsnachfolge ein. 2006 wurde er Berater im Gründerservice der Wirtschaftskammer und Geschäftsführer der Jungen Wirtschaft Vorarlberg. Vier Jahre später, im Jahr 2010, folgte die Beförderung zum Leiter der Abteilungen für Energiepolitik und Technologiepolitik in der Wirtschaftskammer, 2012 wurde er Leiter der Abteilung für Energie- und Umweltpolitik. 
Seit dem Jahr 2014 leitete Marco Tittler schließlich die gesamte Wirtschaftspolitik der Vorarlberger Wirtschaftskammer, 2018 wurde er zusätzlich zum stellvertretenden Wirtschaftskammerdirektor für Vorarlberg bestellt.
Als im Vorfeld der Landtagswahl in Vorarlberg 2019 der bisherige Wirtschaftslandesrat Karlheinz Rüdisser bekannt gab, nach der Wahl nicht mehr für das Amt zur Verfügung zu stehen, nominierte die Vorarlberger Volkspartei Marco Tittler zu Rüdissers Nachfolger in der Vorarlberger Landesregierung. 
Tittler wurde in der konstituierenden Sitzung des Landtags der 31. Gesetzgebungsperiode am 6. November 2019 gemeinsam mit seinen Regierungskollegen in die Landesregierung Wallner III gewählt und ist seitdem zuständiger Vorarlberger Landesrat für Wirtschaft und Infrastruktur.